# Chief of Army Staff (Pakistan)

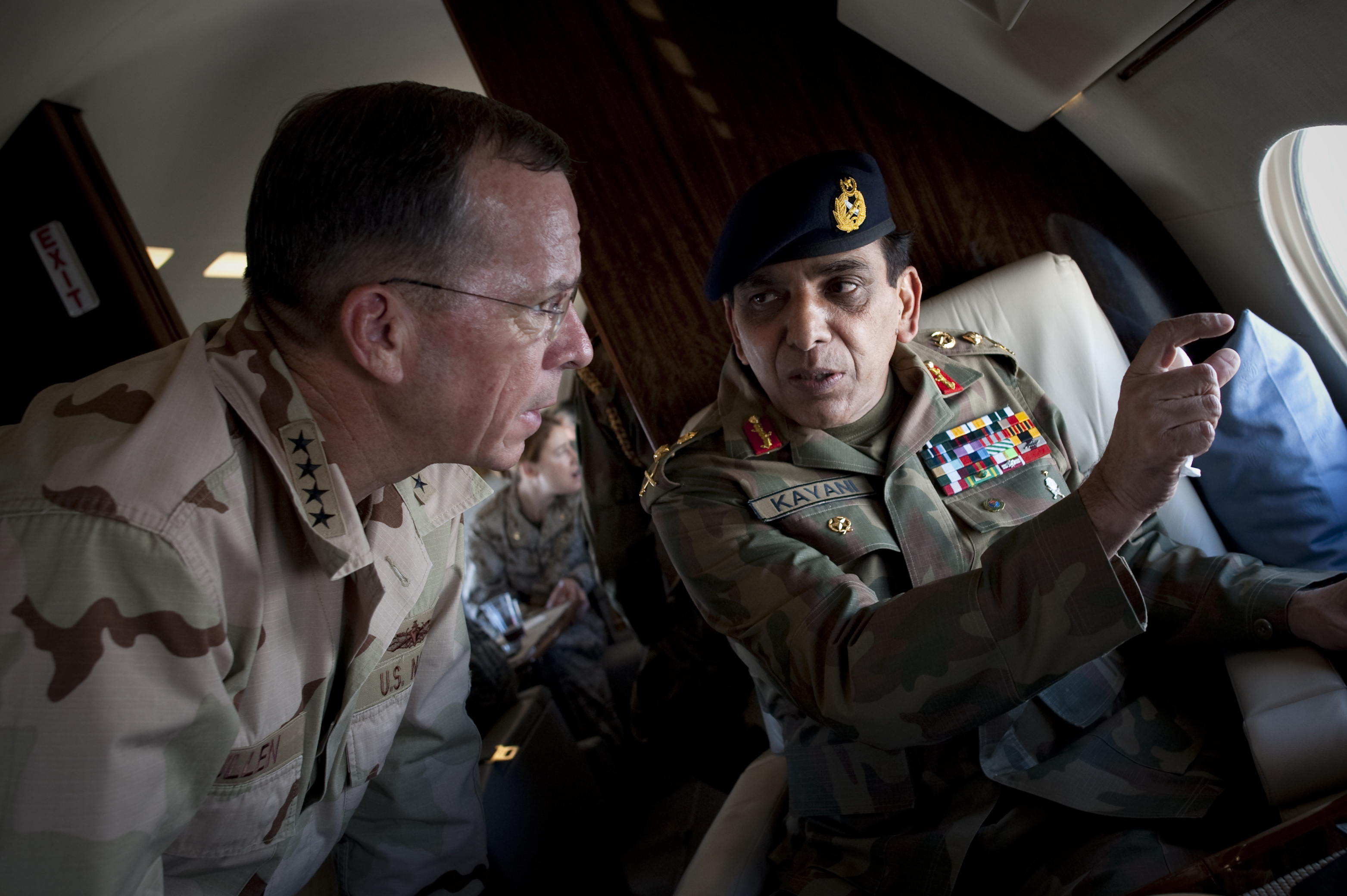
Le COAS Ashfaq Kayani (2007-2013) avec son homologue américain Michael Mullen.

Le Chief of Army Staff du Pakistan, abrégé COAS est le chef-d'état major de l'armée pakistanaise. C'est le poste hiérarchique le plus élevé de l'armée de Terre et le dirigeant de fait de toutes les forces militaires. Les divers généraux qui l'ont occupé ont ainsi eu une place importante dans l'histoire militaire et politique du pays, d'autant plus que l'influence de l'armée sur les affaires publiques est importante, de sorte que le chef de l'armée est généralement considéré comme l'homme le plus puissant du pays. 
Trois des seize chefs d'état-major de l'armée pakistanaise ont ainsi été les responsables de coups d’État qui les ont mené au pouvoir durant une décennie, à savoir Muhammad Ayub Khan en 1958, Muhammad Zia-ul-Haq en 1977 et Pervez Musharraf en 1999, en plus de Muhammad Yahya Khan qui a dirigé le pays deux ans.

## Nomination
Selon l'article 243 de la Constitution du Pakistan, le chef de l'armée est nommé par le président de la république en suivant le conseil du Premier ministre. Le chef de l'armée est généralement nommé pour trois ans, et peut être reconduit à son poste, selon une règle non-écrite.
Dans un arrêt rendu le 28 novembre 2019, la Cour suprême juge inconstitutionnelle la prolongation des fonctions du chef de l'armée en exercice, Qamar Javed Bajwa, en s'appuyant sur l'absence de base légale. Une loi votée par le Parlement le 8 janvier 2020 vient toutefois préciser la nomination du chef de l'armée, qui est effectuée par le président en suivant le choix discrétionnaire du Premier ministre. Le chef de l'armée doit se retirer la veille de ses 64 ans et le Premier ministre choisit de le conserver ou non jusqu'à cette date. 

## Liste
| Ordre | Nom                 | Entrée en fonction | Fin              | Portrait |
| ----- | ------------------- | ------------------ | ---------------- | -------- |
| 1     | Frank Messervy      | 15 août 1947       | 10 février 1948  |          |
| 2     | Douglas Gracey      | 11 février 1948    | 16 janvier 1951  |          |
| 3     | Muhammad Ayub Khan  | 16 janvier 1951    | 26 octobre 1958  |          |
| 4     | Muhammad Musa       | 27 octobre 1958    | 17 juin 1966     |          |
| 5     | Muhammad Yahya Khan | 18 juin 1966       | 20 décembre 1971 |          |
| 6     | Gul Hassan Khan     | 20 décembre 1971   | 3 mars 1972      |          |
| 7     | Tikka Khan          | 3 mars 1972        | 1er mars 1976    |          |
| 8     | Muhammad Zia-ul-Haq | 1er mars 1976      | 17 aout 1988     |          |
| 9     | Mirza Aslam Beg     | 17 aout 1988       | 16 aout 1991     |          |
| 10    | Asif Nawaz          | 16 aout 1991       | 8 janvier 1993   |          |
| 11    | Abdul Waheed Kakar  | 11 janvier 1993    | 12 janvier 1996  |          |
| 12    | Jehangir Karamat    | 12 janvier 1996    | 6 octobre 1998   |          |
| 13    | Pervez Musharraf    | 6 octobre 1998     | 28 novembre 2007 |          |
| 14    | Ashfaq Kayani       | 29 novembre 2007   | 29 novembre 2013 |          |
| 15    | Raheel Sharif       | 29 novembre 2013   | 29 novembre 2016 |          |
| 16    | Qamar Javed Bajwa   | 29 novembre 2016   | 29 novembre 2022 |          |
| 17    | Asim Munir          | 29 novembre 2022   | actuel           |          |